# Saraburi
Saraburi (en tailandés: สระบุรี) es la capital provincial de la provincia de Saraburi en el centro de Tailandia. En 2020, tenía una población de 60.809 personas y cubre el tambon Pak Phriao completo del distrito de Mueang Saraburi.

## Ubicación
Saraburi se encuentra a orillas del río Pa Sak, alrededor de 60 km aguas arriba de la confluencia con el río Chao Phraya y alrededor de 60 km aguas abajo de la represa Pasak Chonlasit.
La ciudad está a unos 100 km al noreste de Bangkok, 40 km al noreste de Phra Nakhon Sri Ayutthaya, y 50 km al oeste del Parque Nacional Khao Yai.

## Historia
Saraburi fue fundada en 1549 como base para el reclutamiento de tropas por el rey Maha Chakkraphat debido a la amenaza de la creciente dinastía birmana Toungoo.
En 1624, Wat Phra Phutthabat fue construido por el rey Songtham de Ayutthaya en la ciudad.
El Real Decreto estableció el Municipio de Saraburi el 10 de diciembre de 1835 con una superficie de 5 kilómetros cuadrados.